# غريس بولين
غريس جاكوب بولين (مواليد 7 فبراير 1997) هي لاعبة مصارعة حرة نرويجية من أصول سودانية جنوبية، حازت على ميدالية برونزية أولمبية، وميداليتين فضية وبرونزية في بطولة العالم للمصارعة، وأربع ميداليات في بطولة أوروبا للمصارعة، وميدالية برونزية في دورة الألعاب الأوروبية. فازت بولين بالميدالية البرونزية في سيدات 62 كجم في دورة الألعاب الأولمبية الصيفية 2024 والميدالية الذهبية في بطولة أوروبا في 2017، 2020، 2024، و2025. هي أيضاً بطلة بطلة العالم تحت 23 سنة وبطلة العالم تحت 23 سنة، وبطلة أوروبا ثلاث مرات في بطولة أوروبا للناشئين للمصارعة للناشئين تحت 20 سنة. وقد فازت بالميدالية الذهبية في بطولة العالم تحت 23 سنة في 2018 وبطولة أوروبا للناشئين في 2015، 2016، 2017.

## نشأتها
ولدت في مخيم للاجئين في إريتريا لأبوين من جنوب السودان، وانتقلت إلى فريدريكستاد، النرويج عام  2001 في الرابعة من عمرها.بدأت ممارسة المصارعة في نادي أطلس للفنون القتالية في سن الرابعة.

## مسيرتها الرياضية
في دورة الألعاب الأولمبية الصيفية للشباب 2014 التي أقيمت في نانجينغ بالصين، مثلت بولين  ممثلة النرويج وفازت بالميدالية الذهبية في منافسات وزن 60 كجم للفتيات. وفي المباراة النهائية، هزمت بي شينغرو من الصين.في عام 2015، مثلت النرويج في دورة الألعاب الأوروبية 2015 في دورة الألعاب الأوروبية 2015 التي أقيمت في باكو، أذربيجان، وفازت بإحدى الميداليات البرونزية في حدث المصارعة الحرة للسيدات 58 كجم. خسرت مباراتها الأولى أمام إيميسي باركا من المجر ودخلت المباراة الإيابية. هنا فازت على فاليريا كوبلوفا بالفوز السهل وهزمت إيرينا نتريبا من أذربيجان في مباراة الميدالية البرونزية. تنافست بولين أيضًا في حدث وزن 58 كجم للسيدات في بطولة العالم للمصارعة 2015 التي أقيمت في لاس فيجاس، الولايات المتحدة، حيث خرجت في مباراتها الثانية على يد ماريانا ساستين من المجر.
في عام 2016، فازت بولين بالميدالية الفضية في وزن 58 كجم للسيدات في بطولة أوروبا للمصارعة التي أقيمت في ريغا، لاتفيا.في النهائي، خسرت أمام ناتاليا سينيشين من أذربيجان. في العام التالي، فازت بالميدالية الذهبية في بطولة أوروبا للمصارعة الحرة 2017 - وزن 58 كجم للسيدات في نفس الحدث، وذلك في بطولة أوروبا للمصارعة 2017 التي أقيمت في نوفي ساد، صربيا. وفي المباراة النهائية، هزمت ماريانا شيرديفارا من مولدوفا. في نفس العام، تم إقصاء بولين في أول مباراة لها في حدث وزن 58 كجم للسيدات في بطولة العالم للمصارعة 2017 التي أقيمت في باريس، فرنسا.
في عام 2018، تنافست بولين في حدث 57 كجم في بطولة العالم للمصارعة التي أقيمت في بودابست، المجر. فازت بمباراتها الأولى ضد جوليا بينالبر من البرازيل ومباراتها التالية ضد جونج إن صن من كوريا الشمالية.ثم خسرت مباراتها التالية أمام رونغ نينغ نينغ من الصين؛ وفازت رونغ بالميدالية الذهبية. ثم فشلت بولين في الحصول على الميدالية البرونزية في مباراتها ضد بوجا داندا من الهند. وبعد ذلك بشهر، في بطولة العالم للمصارعة تحت 23 سنة 2018 التي أقيمت في بوخارست، رومانيا، فازت بالميدالية الذهبية في وزن 59 كجم للسيدات.
وفي عام 2019، فازت بولن بإحدى الميداليات البرونزية في منافسات وزن 57 كجم للسيدات في الجائزة الكبرى الذهبية إيفان ياريجين التي أقيمت في كراسنويارسك بروسيا. في العام نفسه، شاركت أيضاً في منافسات 57 كجم في دورة الألعاب الأوروبية 2019 التي أقيمت في مينسك، بيلاروسيا حيث خسرت مباراتها في الميدالية البرونزية أمام أناستازيا نيشيتا من مولدوفا. في عام 2020، فازت بولن بالميدالية الذهبية في 57 كجم في 57 كجم التي أقيمت في روما، إيطاليا. وفي المباراة النهائية، هزمت ألينا أكوبيا من أوكرانيا.
في مارس 2021، تنافس بولين في بطولة التصفيات الأوروبية المؤهلة للألعاب الأولمبية 2021 في بودابست، المجر، على أمل التأهل إلى دورة الألعاب الأولمبية الصيفية 2020 في طوكيو، اليابان. تبددت آمالها عندما أقصيت في مباراتها الأولى على يد بديعة غون التركية. وبعد ذلك بشهر، أقصيت في مباراتها الثانية في 59 كجم في بطولة أوروبا للمصارعة الحرة للسيدات 2021 التي أقيمت في وارسو، بولندا. في مايو 2021، فشلت في التأهل للألعاب الأولمبية في بطولة التصفيات العالمية التي أقيمت في صوفيا، بلغاريا. فازت بمباراتيها الأوليين ولكن تم إقصاؤها بعد ذلك في الدور نصف النهائي على يد فيرونيكا تشوميكوفا. في أكتوبر 2021، خرجت من مباراتها الأولى في حدث وزن 59 كجم للسيدات في بطولة العالم للمصارعة التي أقيمت في أوسلو، النرويج.
في عام 2022، فازت بولين بالميدالية الذهبية في منافساتها في سلسلة تصنيف ماتيو بيليكوني 2022 التي أقيمت في روما، إيطاليا. فازت بالميدالية الفضية في حدث 59 كجم في بطولة العالم للمصارعة 2022 التي أقيمت في بلغراد، صربيا.
فازت بولين بالميدالية الفضية في حدث 62 كجم في بطولة أوروبا للمصارعة 2023 التي أقيمت في زغرب، كرواتيا. فازت بإحدى الميداليات البرونزية في حدث 62 كجم في بطولة العالم للمصارعة 2023 التي أقيمت في بلغراد، صربيا. ونتيجة لذلك، حصلت على مكان في الحصة المخصصة للنرويج في دورة الألعاب الأولمبية الصيفية 2024 في باريس، فرنسا. فازت بولين بإحدى الميداليات البرونزية في سيدات وزن 62 كجم في دورة الألعاب الأولمبية الصيفية 2024 في باريس، فرنسا. هزمت آنا جودينيز من كندا في مباراة الميدالية البرونزية.
فازت بولين بالميدالية الذهبية في حدث 62  كجم في بطولة أوروبا للمصارعة 2024 التي أقيمت في بوخارست، رومانيا.هزمت لويزا نيميش من ألمانيا في مباراة الميدالية الذهبية.
في عام 2025، فازت بولين بالميدالية الذهبية في حدث 65  كجم في بطولة أوروبا للمصارعة التي أقيمت في براتيسلافا، سلوفاكيا.